# Avortement en Arabie saoudite
L'avortement en Arabie Saoudite est légal en cas de risque pour la vie d'une femme, de malformation fœtale ou pour protéger sa santé physique et mentale,. La grossesse résultant d'un inceste ou d'un viol est également éligible à un avortement légal en vertu de l'exemption pour la santé mentale,. L'Arabie saoudite a des lois sur l'avortement plus permissives que d'autres pays de la région du Moyen-Orient et de l'Afrique du Nord, selon le Center for Reproductive Studies. 

## Conditions d'accès
Le fœtus doit être âgé de moins de quatre mois et, s'il est plus âgé, un panel de spécialistes agréés doit déclarer que la grossesse en résultera dans le décès de la femme ou de graves atteintes à sa santé. Tout avortement approuvé nécessite le consentement de trois médecins ainsi que de la patiente et de son partenaire.

## Sanctions
Si un avortement est pratiqué sur une femme pour toute autre raison, le contrevenant peut être tenu de payer le prix du sang à la famille de l'enfant à naître. Les lois refusent explicitement l'avortement aux familles qui craignent l'instabilité financière ou l'incapacité d'offrir une éducation à l'enfant. La vente de pilules utilisées pour le processus d'avortement est illégale et a entraîné des arrestations.